# Zords in Power Rangers: Ninja Storm
De Zords van Power Rangers: Ninja Storm waren oorspronkelijk drie enorme mechanische dieren. Dit waren de zords van de eerste drie rangers, Shan Clarke, Dustin Brooks en Tori Hanson. Later kwamen de Thunder Rangers met hun eigen zords: enorme kever/voertuig hybriden. Ten slotte kreeg Cameron Watanabe zijn zord in de vorm van een helikopter.

## Ninjazords
Niet te verwarren met de gelijknamige zords uit Mighty Morphin Power Rangers. De Rangers van de Wind Academy hadden toegang tot deze drie Ninjazords. De Ninjazords waren drie enorme mechanische dieren: Havik (Hawkzord), Leeuw (Lionzord), en Dolfijn (Dolphinzor). Elk van deze zords beschikte over eigen vaardigheden om te gebruiken tegen een vijand, maar ze konden ook combineren tot de Storm Megazord.
Om verwarring met de Ninja Zords uit Mighty Morphin Power Rangers te voorkomen noemen fans van de serie deze ninjazords ook wel Wind Ninjazords.
- Hawkzord, bestuurd door Shane
- Lionzord, bestuurd door Dustin
- Dolphinzord, Bestuurd door Tori

### Storm Megazord
De Ninjazords konden combineren tot de Storm Megazord. De Lion wordt de torso, benen, borstplaat en linkerarm, de Dolphin de rechterarm en de Hawk het hoofd.
De Storm Megazord kon verschillende Power Spheres oproepen voor een groot arsenaal aan wapens. Zelf kan hij de Blizzard Flurry, Dolphin Laser en Dolphin Blast aanvallen uitvoeren.
De Storm Megazord werd vernietigd in de laatste aflevering in een gevecht met de Lothorzord.

### Storm Megazord Lightning Mode
De Storm Megazord kon veranderen in een speciale mode genaamd Storm Megazord Lightning Mode. In deze vorm is de Megazord minder zwaar bepantserd en een stuk slanker, waardoor hij veel sneller en wendbaarder wordt. Lightning mode duurt echter maar 60 seconden. De bekendste aanval in deze vorm is de Ramp Attack.

### Storm Megazord Drones
Indien de Storm Megazord het Serpent Sword gebruikte, kon hij twee kopieën van zichzelf oproepen, genaamd de Storm Megazord Drones.

## Thunderzords
Eveneens niet te verwarren met de gelijknamige Zords uit Mighty Morphin Power Rangers. De Thunderzords zijn de persoonlijke Zords van de Thunder Rangers. Elke Thunderzord is een hybride tussen een kever en een tank/voertuig. Derhalve beschikken de Thunderzords over grote vuurkracht. Fans van de serie noemen deze Zords ook wel de Thunder Ninjazords om verwarring met de gelijknamige zords uit Mighty Morphin Power Rangers te voorkomen.
- Crimson Insectizord: lijkt op een neushoornkever. Werd bestuurd door Hunter.
- Navy Beetlezord: lijkt op een vliegend hert. Werd bestuurd door Blake.

### Thunder Megazord
De Thunderzords konden combineren tot de Thunder Megazord. De Crimson Insectizord vormt het hoofd, bovenkant van de torso en armen. De Navy Beetlezord de onderkant van de torso en benen. Net als de Storm Megazord kon de Thunder Megazord verschillende Power Spheres oproepen voor een groot wapenarsenaal. De Thunder Megazord is sterker dan de Storm Megazord.
De Thunder Megazord werd uiteindelijk vernietigd door Vexacus.

## Thunderstorm Megazord
De Thunder en Storm Megazord konden combineren tot de Thunderstorm Megazord. Om dit effect te bereiken moesten de Rode en Crimson Rangers de juiste Power Spheres oproepen die de Minizord creëerden. Na te zijn gevormd splitste de Minizord in twee onderdelen en vormde de helm en vuisten van de Thunderstorm Megazord. De aanval van de Thunderstorm Megazord was de Lion Blazer.
Volgens Super Sentai kunnen de armen van de Thunderstorm Megazord worden vervangen door de Blue Shark, White Tiger, en de Elephant Wild Zords (uit GaoRanger en Power Rangers: Wild Force). Deze combinatie is verschenen in Power Ranger: Ninja Storm.

## Samurai Star Chopper
De Samurai Star Chopper is de persoonlijke Zord van de Groene Samurai Ranger. De Chopper is een Valk-achtige helikopter bewapend met laserkanonnen.

### Samurai Star Megazord
Dit is de Megazord vorm van de Stamurai Star Chopper. De Samurai Star Megazord maakt gebruik van zijn helikopterrotors en power spheres als wapens.
Volgens Super Sentai kan de rechterarm van de Thunderstorm Megazord worden vervangen door de Samurai Star. Deze combinatie zou een naam hebben gekregen als "Samurai Thunderstorm Megazord", maar deze combinatie werd Power Rangers nooit gebruikt.
De Samurai Star was de enige persoonlijke Zord van een Ninja Storm Ranger die de serie overleefde. Lothor beschadigde echter het systeem dat portaal van de Samurai Star opent. En daar de Groene Ranger krachten ook zijn verdwenen zal de Zord waarschijnlijk nooit meer worden gebruikt.

### Samurai Star Drones
Cam creëerde deze twee kopieën van de Samurai Star om te helpen in het gevecht met Marah, Kapri en Shimazu. De Drones werden al bij hun eerste gevecht vernietigd.

### Samurai Storm Megazord
De Samurai Star Chopper kan bij de Storm Megazord de Dolphin vervangen als recherarm om zo de Samurai Storm Megazord te vormen.

### Samurai Thunder Megazord
De Samurai Star Chopper kan combineren met de Thunder Megazord om de Samurai Thunder Megazord te vormen.

## Hurricane Megazord
De drie Megazords kunnen combineren 1 megazord genaamd de Hurricane Megazord. Om dit te doen moeten de Rode, Crimson en Groene Rangers een power Sphere oproepen waar de onderdelen van de Ninja Firebird in zitten. De Ninja Firebird vormd het hoofd en de vuisten van de Hurricane Megazord. De armen vormen op dezelfde manier als de Thunderstorm Megazord, maar de Samurai Star splitst in verschillende onderdelen. De aanval van deze Megazord is de Typhoon Power. De Dolphin Zord lijkt op het eerste gezicht niet betrokken te zijn bij de combinatie, maar de Blauwe Ranger zit wel in de cockpit.

## Mammothzord
De Mammothzord is een enorme olifant zord die dienstdoet als transportzord (gelijk aan Titanus en Tor in Mighty Morpin Power Rangers). De Thunderstorm Megazord en Hurricane Megazord kunnen op de Mammoth rijden, en de zord kan meerdere Power Spheres tegelijk oproepen. De onofficiële namen voor deze combinaties zijn Mammoth Thunderstorm Megazord en Mammoth Hurricane Megazord. De Mammothzord overleeft de serie ook.

## Power Spheres
De Power Spheres zijn grote bollen die door de Megazords kunnen worden opgeroepen via Power Discs van de Rangers. Elke Power Sphere bevat een ander wapen dat de Megazord kan gebruiken.
- Power Sphere 1: Serpent Sword: gebruikt door zowel de Storm Megazord als Thunder Megazord, maar voornamelijk de Storm Megazord. Volgens de Super Sentai continuïteit kan de Thundersaurus Megazord (uit Power Rangers: Dino Thunder) een goudkleurige versie van dit zwaard oproepen met behulp van de Ninja Storm Rangers, maar dit is in de Power Rangers serie nooit gebeurd.
- Power Sphere 2 & 3: Ram Hammer & Turtle Mace: gebruikt door de Storm Megazord. De twee wapens kunnen afzonderlijk worden gebruikt, of combineren tot een extra sterk wapen.
- Power Sphere 4: Spin Blade: het primaire wapen van de Thunder Megazord.
- Power Sphere 5 & 6: Lion Laser & Squid Drill: gebruikt door de Storm Megazord. De Lion Gatler is een mitrailleurachtig wapen en de Squid Drill een boor. Ze kunnen combineren voor extra kracht.
- Power Sphere 7 & 8: Minizord (stem gedaan door Greg Johnson): een miniatuur megazord die ook kan spreken. Wordt gebruikt om de Thunderstorm Megazord te vormen.
- Power Sphere 9: "Ninja Scarf": gebruikt door de Storm Megazord. Werd maar 1 keer gebruikt.
- Power Sphere 10: Bee Spinner: het primaire wapen van de Samurai Star Megazord.
- Power Sphere 11: Sting Blaster: gebruikt door de Thunder Megazord.
- Power Sphere 12: "Spider Catcher": gebruikt door de Samurai Star Megazord.
- Power Sphere 13: Super Stamp: gebruikt door de Storm Megazord. Werd maar 1 keer gebruikt.
- Power Sphere 14: Star Blazer: gebruikt door de Storm Megazord.
- Power Sphere 15, 16 & 17: Ninja Firebird: een vogel die nodig is om de Hurricane Megazord te vormen.